# (4181) Kivi
(4181) Kivi es un asteroide perteneciente al cinturón de asteroides, descubierto el 24 de febrero de 1938 por Yrjö Väisälä desde el Observatorio de Iso-Heikkilä, en Turku, Finlandia.

## Designación y nombre
Designado provisionalmente como 1938 DK1. Fue nombrado Kivi en honor al escritor finlandés Aleksis Kivi.